# Karel Reisner
Pour les articles homonymes, voir Reisner.
Karel Reisner, né le 28 janvier 1868 à Prague (Bohême, Autriche-Hongrie) et mort dans cette même ville le 29 mars 1913, est un artiste peintre, professeur d'art et affichiste d'origine tchèque.

## Biographie
De 1884	à 1886, Karel Reisner est étudiant à l'Académie des beaux-arts de Prague sous la direction du peintre Antonín Lhota (1812-1905), puis, plus tard, de Maxmilián Pirner.
De 1886	à 1888, il fait plusieurs séjours à l'Académie des beaux-arts de Munich et suit les cours du peintre et historien de l'art Johann Caspar Herterich (1843-1905).
Il enseigne à partir de 1901 à l'École des arts appliqués de Prague puis, en 1905, il ouvre sa propre école (Soukromá výtvarná škola Karla Reisnera ). Il a entre autres parmi ses nombreux élèves : Emanuel Hercík, qui deviendra célèbre comme illustrateur et créateur de jouets en bois, et Jan Zrzavý (1890-1977).
Contemporain des peintres Árpád Basch, Vojtěch Hynais, Vladimír Županský et Viktor Olíva, Karel Reisner produisit un certain nombre d'objets, d'illustrations et d'affiches remarquables entre 1895 et 1900, parmi lesquelles la commande pour la maison de bijouterie F. & D. Malý Praha reproduite dans la revue Les Maîtres de l'affiche (1895-1900) par Jules Chéret.

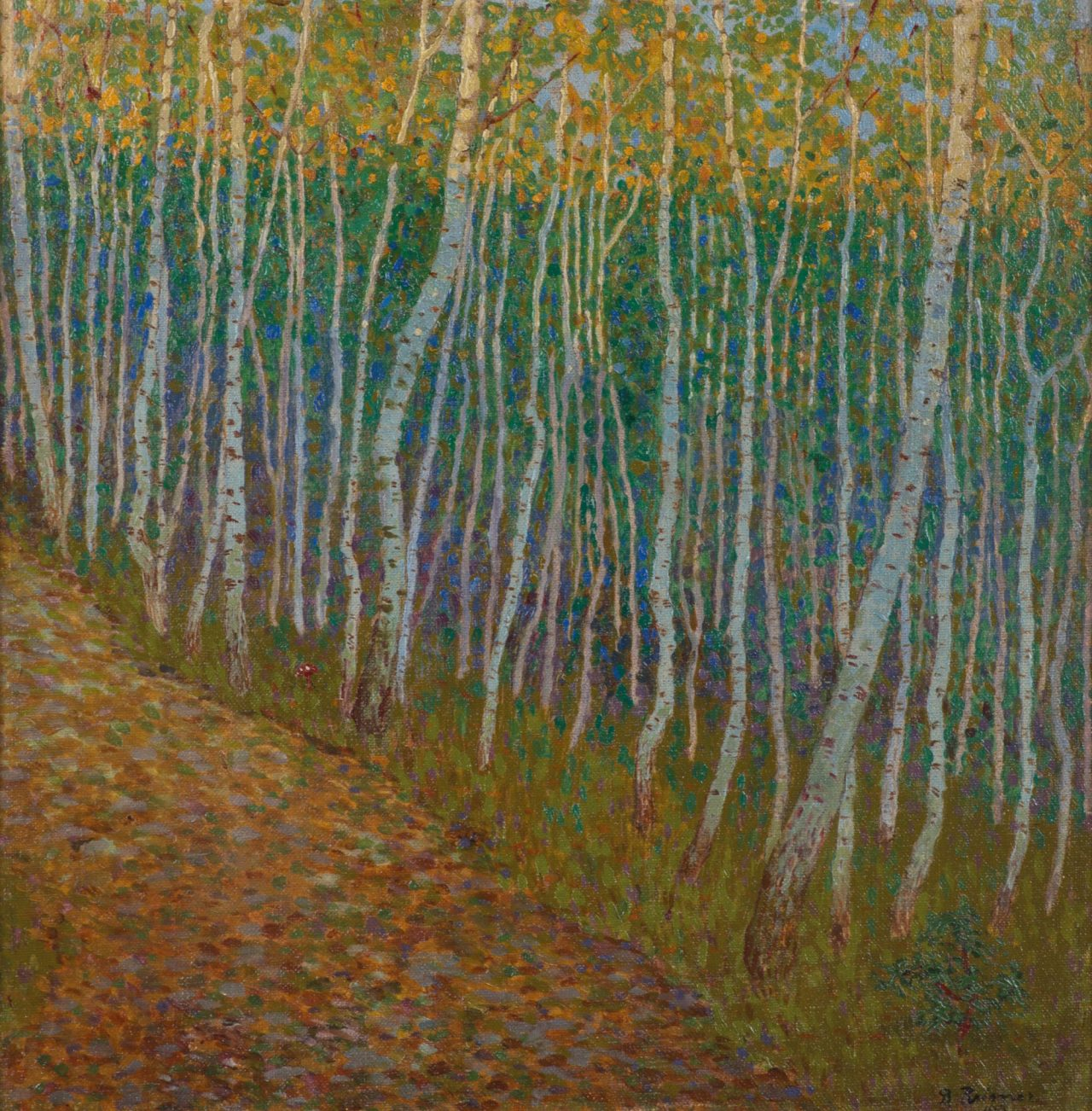
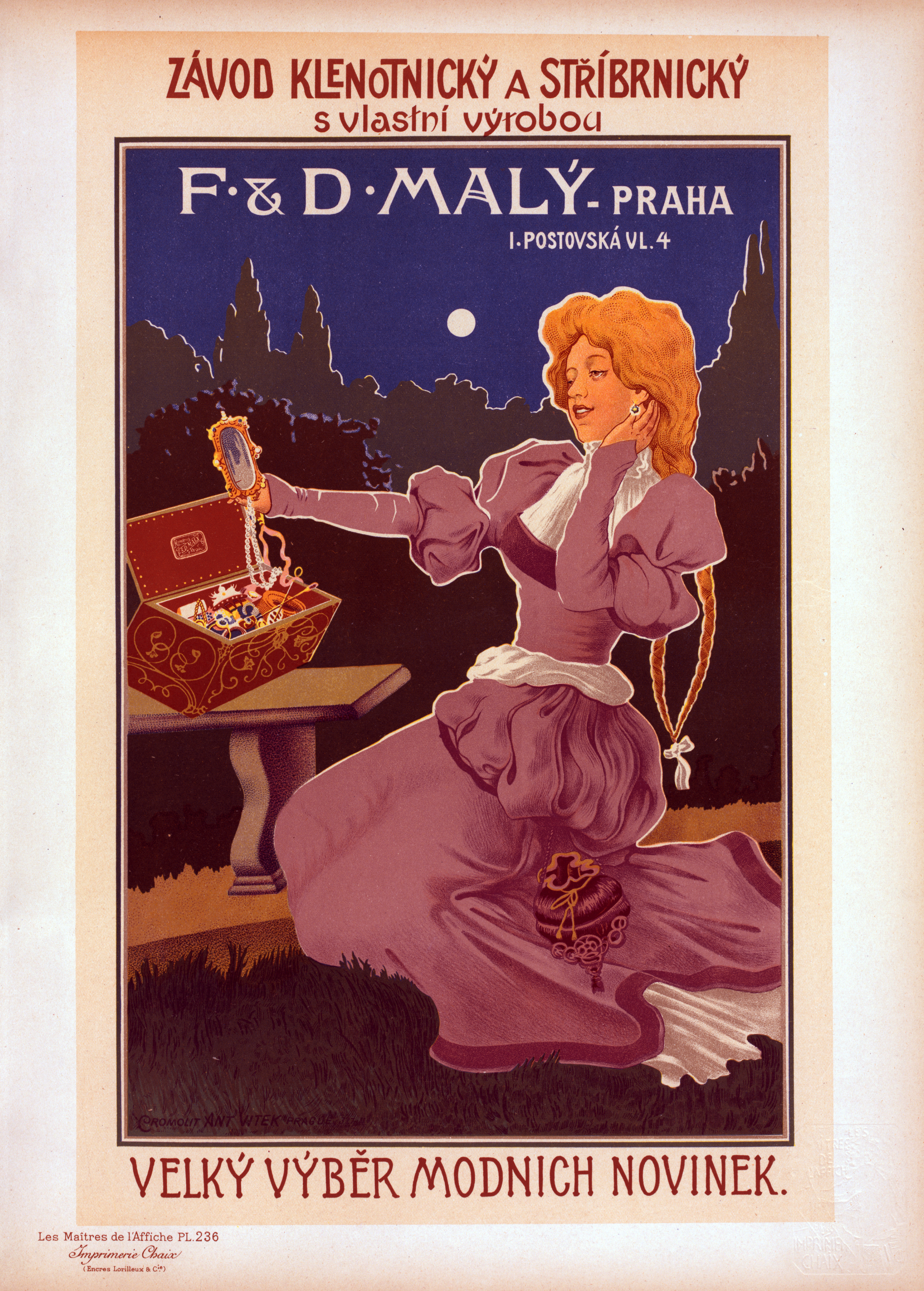
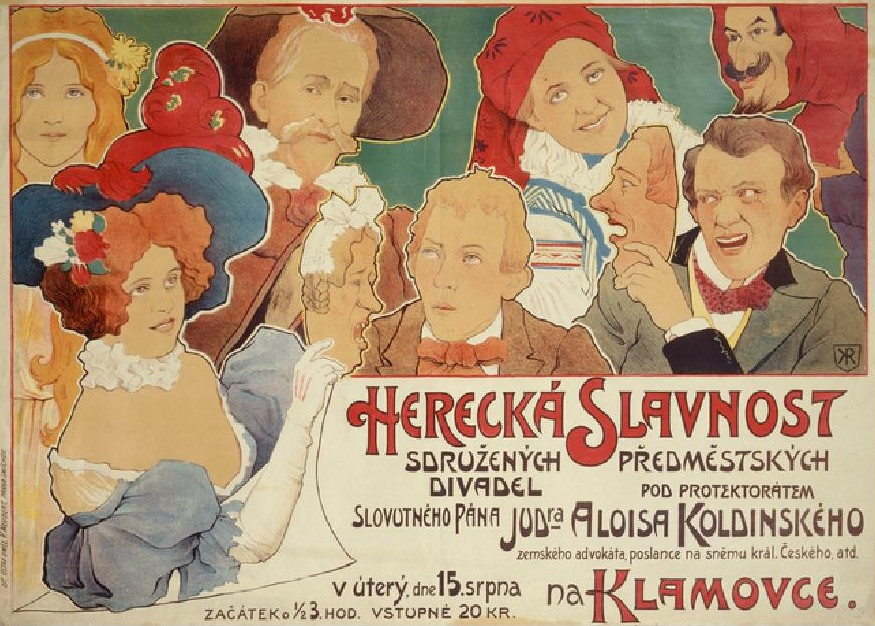
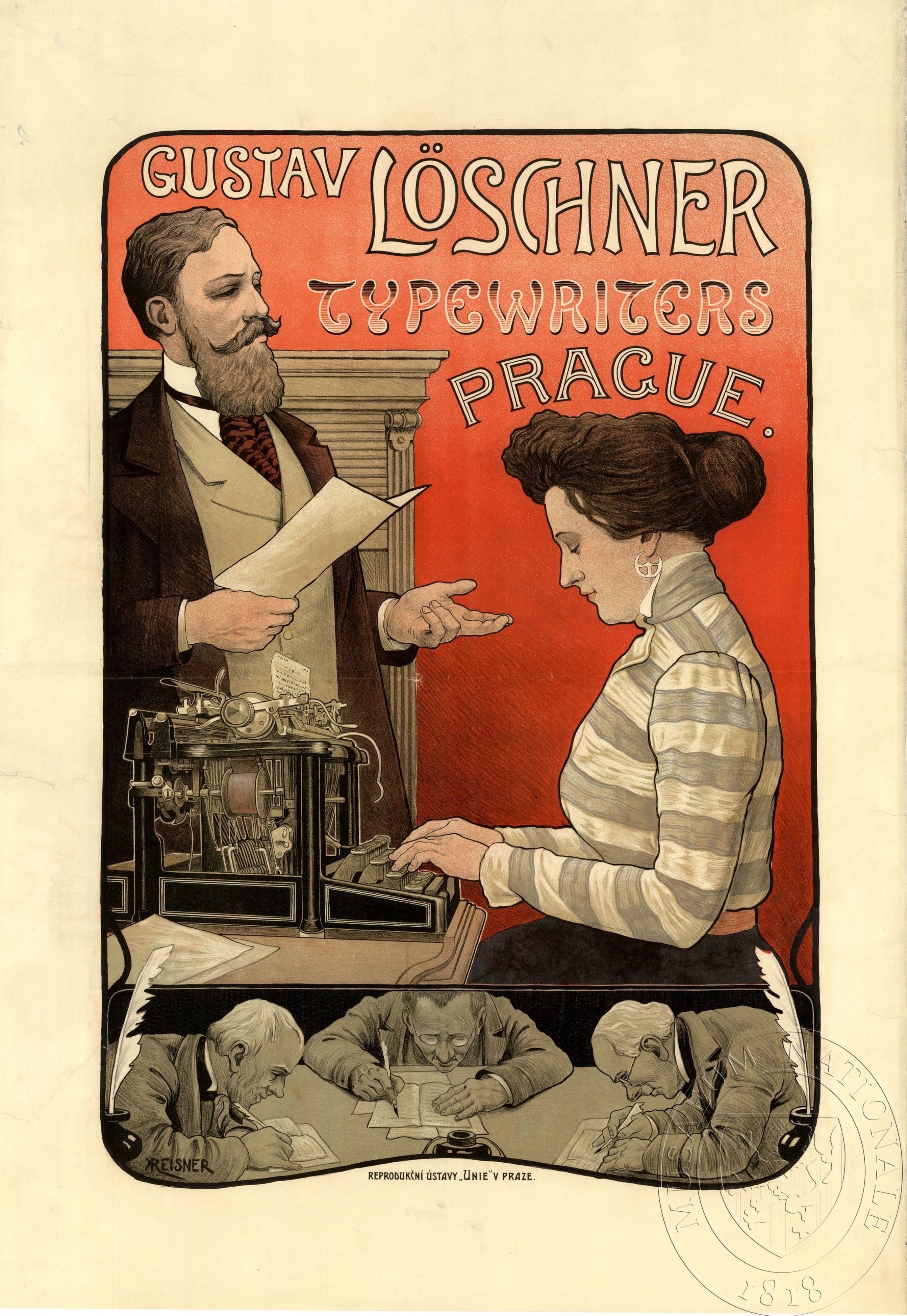